# Кулаженков Анатолій Георгійович
Анатолій Георгійович Кулаженков (рос. Анатолий Георгиевич Кулаженков; 1911—1982) — радянський дипломат, Надзвичайний і Повноважний Посол.

## Біографія
Народився у 1911 році. 1931 року закінчив Московський педагогічний інститут. Член ВКП(б).
У Народному комісаріаті закордонних справ СРСР з 1937 року: у 1941 році обіймав посаду першого секретаря Повноважного представництва — Посольства СРСР в Італії; у 1942 році — генеральний консул СРСР у Тебризі (Іран); у 1942—1944 роках — радник Посольства СРСР у Туреччині; у 1944—1945 роках — заступник завідувача I Європейським відділом Народного комісаріату закордонних справ СРСР; у 1945—1946 роках — радник Посольства СРСР у Греції; у квітні 1946 року — завідувач VI Європейським відділом Міністерства закордонних справ СРСР; з 30 квітня 1946 року по 20 грудня 1950 року — Надзвичайний і Повноважний Посланник СРСР у Швейцарії; з грудня 1950 року по липень 1953 року — завідувач Протокольного відділу Міністерства закордонних справ СРСР.
З 19 липня 1953 року по 28 лютого 1957 року — Надзвичайний і Повноважний Посол СРСР у Мексиці; з лютого 1957 року по травень 1959 року — заступник завідувача Відділу країн Америки Міністерства закордонних справ СРСР; з 8 травня 1959 року по 11 жовтня 1961 року — постійний представник СРСР при Організації Об'єднаних Націй з питань освіти, науки і культури (ЮНЕСКО); у вересні 1962 року — заступник завідувача Відділу країн Латинської Америки Міністерства закордонних справ СРСР; з 21 вересня 1962 року по 21 жовтня 1964 року — Надзвичайний і Повноважний Посол СРСР у Тунісі; з 25 серпня 1966 року по 13 квітня 1968 року — Надзвичайний і Повноважний Посол СРСР у Сенегалі та в той же час за сумісництвом Надзвичайний і Повноважний Посол у Гамбії. У 1968—1974 роках — на відповідальній роботі в центральному апараті Міністерства закордонних справ СРСР.
Брав участь у роботі низки міжнародних конференцій і нарад. Помер у 1982 році.